# Kathleen Clifford
Kathleen Clifford (16 de febrero de 1887 – 28 de diciembre de 1962) fue una actriz teatral y cinematográfica estadounidense, activa en la época del cine mudo.

## Biografía
Nacida en Charlottesville, Virginia, la carrera de Kathleen Clifford se inició como comediante de vodevil. Ella era conocida por sus caracterizaciones de hombres, siendo a menudo llamada con humor "El Tipo Más Listo de la Ciudad".  Hubo un momento en el que hizo dúo, como imitadora masculina, con Bothwell Browne, un actor que hacía papeles femeninos.
En enero de 1907 Clifford debutó como actriz teatral en el circuito de Broadway, en el Lincoln Square Theatre, con el musical producido por J.J. y Lee Schultz The Bell of London Town. La carrera teatral de Clifford fue prolífica, y se extendió a lo largo de los años 1910. Algunas de sus más destacadas interpretaciones fueron las que llevó a cabo en la tríada musical Hell, Tempations y Gaby (todas en 1911), en el teatro Folies Bergère, la comedia representada en 1911-1912 Vera Violetta (en el Winter Garden Theatre), la producción musical de Florenz Ziegfeld A Winsome Widow (1912), y  A Pair of Queens, producida en 1916 por Harry Frazee en el Longacre Theatre, y en la cual actuaba Edward Abeles.
Kathleen Clifford debutó en el cine en 1917 con el serial de misterio dirigido por William Bertram Who Is Number One?, en el que trabajó junto al actor Cullen Landis. Interpretó varios papeles destacados entre finales de los años 1910 y principios de los 1920, entre ellos el que llevó a cabo junto a Douglas Fairbanks, Sr. en la comedia de 1919 When the Clouds Roll By. Otras películas importantes fueron Kick In, escrita por Ouida Bergère y dirigida por George Fitzmaurice, con actuaciones de Betty Compson, May McAvoy y Bert Lytell (1922), y Richard the Lion-Hearted (1923), con Wallace Beery y Marguerite De La Motte. El último film mudo de Clifford fue la comedia de 1928 dirigida por James Cruze Excess Baggage, en la cual actuó junto a William Haines.
Con la llegada del cine sonoro, Clifford entró en un semiretiro. Rodó únicamente una película hablada, The Bride's Bereavement, un corto cómico con antiguas estrellas del cine mudo como Aileen Pringle, Montagu Love, Luis Alberni y Charles Ray.
A finales de los años 1920, Clifford regentó en Hollywood una floristería, Broadway Florist. En 1945 escribió un libro infantil titulado The Enchanted Glen: Never Trod By the Feet of Men, ilustrado por Kim Weed y publicado por Beverly Publishing, Los Ángeles.
Kathleen Clifford falleció en 1962 en Los Ángeles, California. Tenía 75 años de edad.

## Teatro
- Tommy Rot (1902)
- Fad and Folly (1902)
- The Belle of London Town (1907)
- Fascinating Flora (1907)
- The Top o' th' World (1907 – 1908)
- The Debtors (1909)
- Hell/ Temptations/ Gaby (1911)
- Vera Violetta (1911 – 1912)
- A Night with the Pierrots / Sesostra / The Whirl of Society (1912)
- A Winsome Widow (1912)
- A Pair of Queens (1916)

## Filmografía
- The Bride's Bereavement (1932)
- Excess Baggage (1928)
- The Sporting Life (1925)
- The Love Gamble (1925)
- Grandpa's Girl (1924)
- No More Women (1924)
- Richard the Lion-Hearted (1923)
- Kick In (1922)
- Cold Steel (1921)
- When the Clouds Roll By (1919)
- Angel Child (1919)
- The Law That Divides (1918)
- Who Is Number One? (1917)

## Galería fotográfica

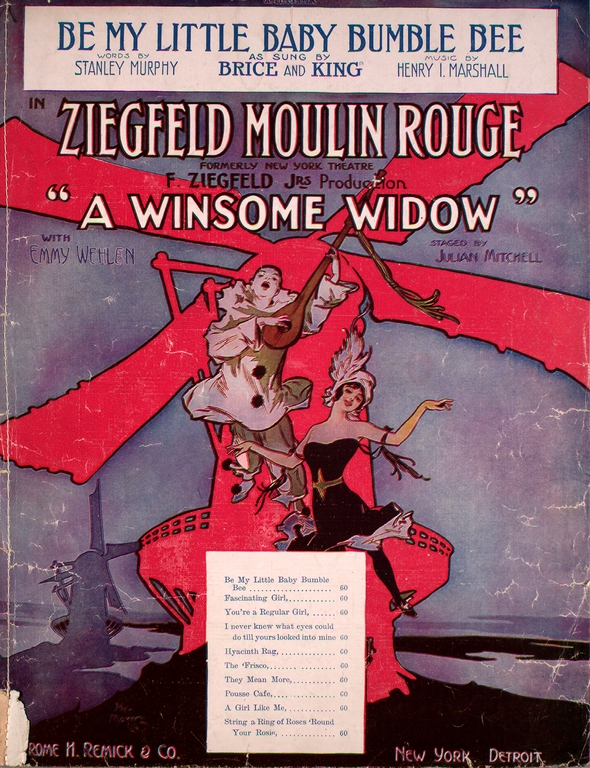
Cartel del musical de Broadway A Winsome Widow (1912)
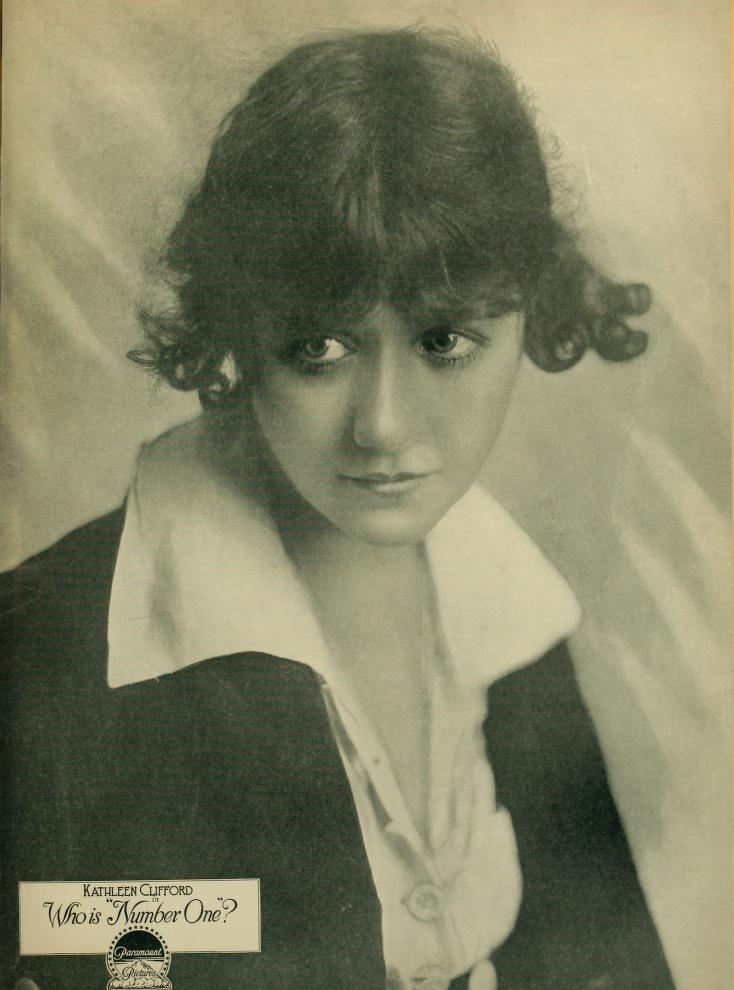
Who is Number One? (1917)
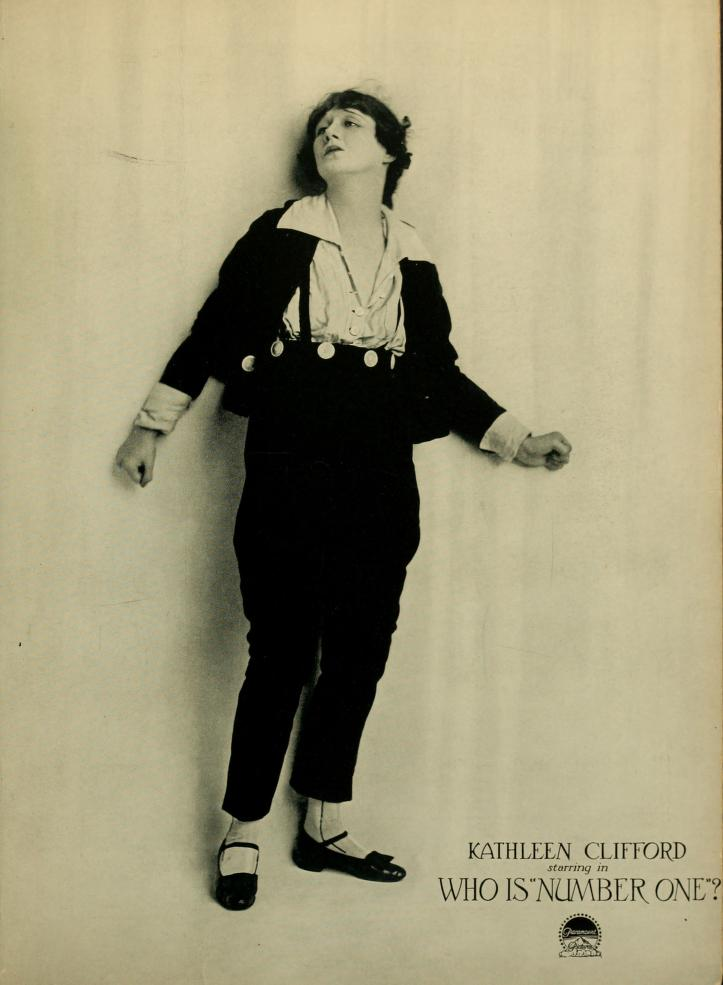
Who is Number One? (1917)
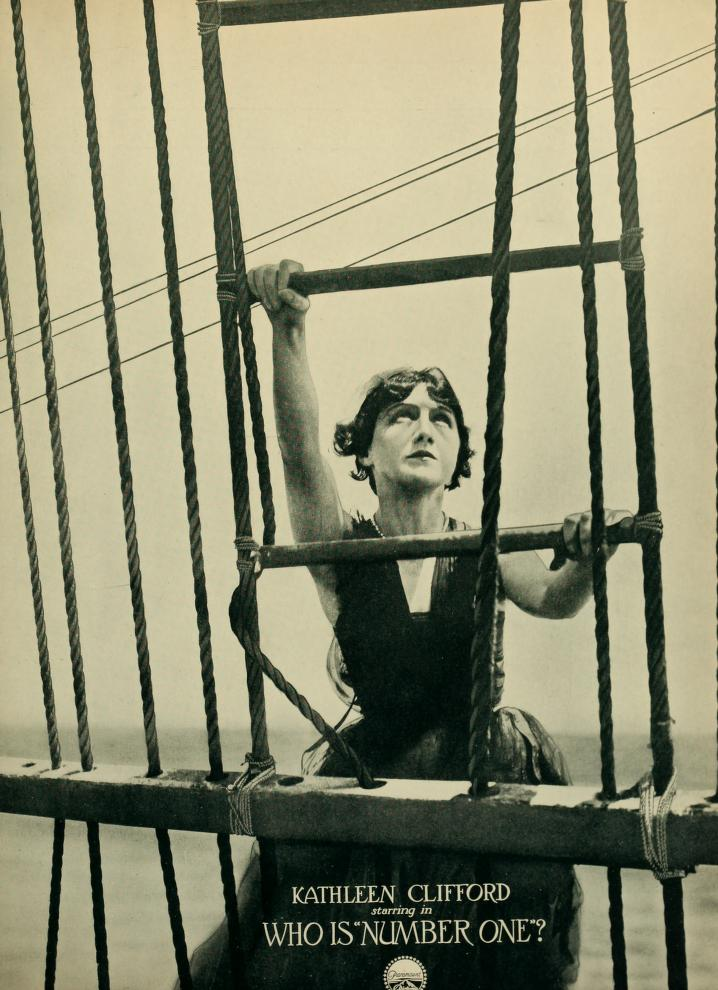
Who is Number One? (1917)
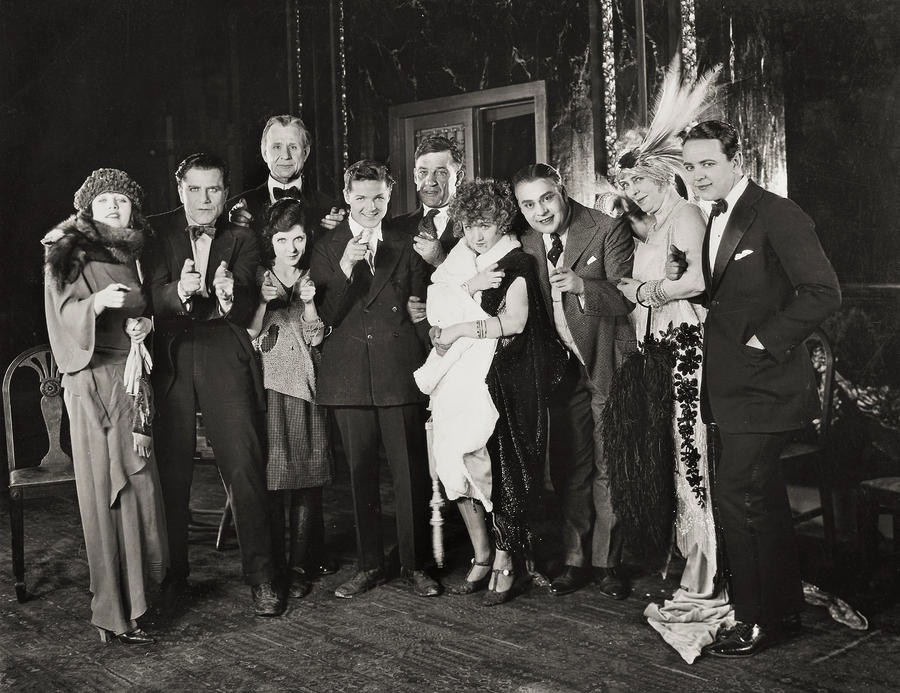
De izq. a der. : Betty Compson, Bert Lytell, Charles Ogle, May McAvoy, Gareth Hughes, Walter Long, Kathleen Clifford, Jed Prouty, Mayme Kelso y Robert Agnew en Kick In (1922)